# Polytribax pallescens
Polytribax pallescens là một loài tò vò trong họ Ichneumonidae.